# ヴィクトル・クザン

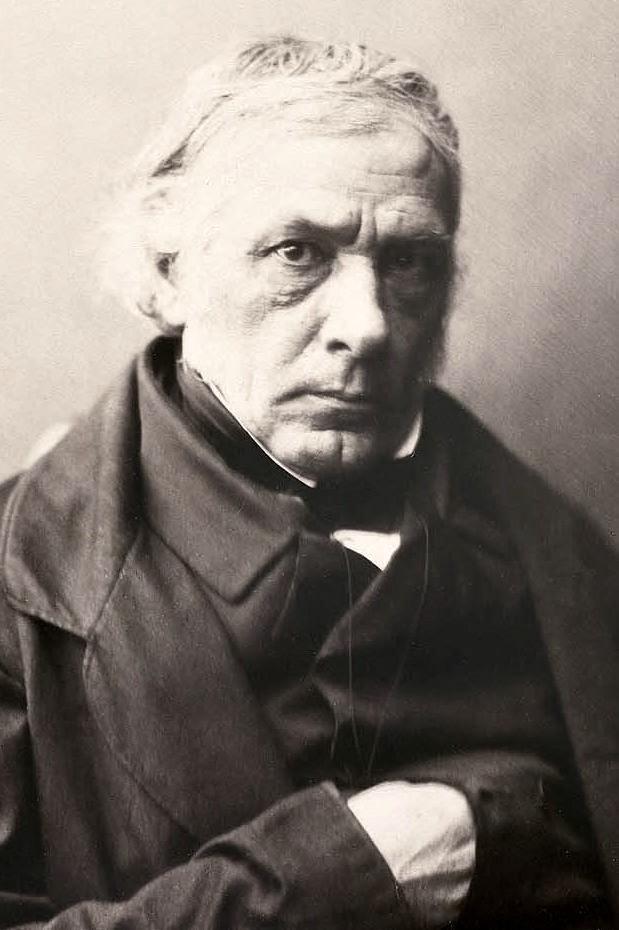
V・クザン1850年

ヴィクトル・クザン（Victor Cousin , 1792年11月28日– 1867年1月14日）は、19世紀フランスの哲学者、政治家。近代フランスにおける哲学史研究と哲学教育の基礎を確立した人物。

## 略伝
パリのサンタントワーヌ地区にある時計製造業者の家庭に生まれる。10歳からその地区のリセ・シャルルマーニュ（Lycée Charlemagne）に通い、18歳まで学ぶ。貧しい生まれであったが、エコール・ノルマルに進学することができた。
エコール・ノルマルでは、ピエール・ラロミギエール（Pierre Laromiguière）から哲学を学び、特にロックとコンディヤックについての講義に影響を受けている。クザンは哲学講師（maître de conférences）の地位を得て、エコール・ノルマルで教え始める。1815–1816 年、哲学教授ロワイエ＝コラール（Pierre Paul Royer-Collard）の助手となり、スコットランド常識学派の重要性を教えられている。同じ頃、メーヌ・ド・ビランから心理学について影響を受けている。
ドイツ哲学の中でも、カント、ヤコービ、シェリングの研究に進み、1817年にはハイデルブルク大学でヘーゲルと会っており、その後もヘーゲルとは交友を持った。
1815年の王政復古時代からクザンはコラールに導かれ、「教理派〔純理派〕 Doctrinaire」という学派に属していた。教理派は政治的には極右王党派〔ユルトラ〕と社会主義者の中間に自由主義者として位置しつつ、立憲王政を擁護していた。1824年にシャルル10世が即位すると復古王政はいっそう反動化してゆき、クザンやギゾーは大学の職を追われた。
1830年に成立した立憲主義的な7月王政では、クザンはギゾー達と共に復権し、政治の中心を担った。クザンは国務院顧問官や公教育大臣を務めた。アカデミー・フランセーズの会員となった。

## 学風と評価
クザンは、デカルト以来のフランス哲学の伝統とドイツ観念論、スコットランド常識学派の綜合を試み、十九世紀フランスにおけるスピリチュアリスム的エクレクティスム学派（Eclecticism）を確立した。このフランス・スピリチュアリスムの学風は彼が教えたエコール･ノルマルやソルボンヌでは主流となり、ほぼ一世代の哲学徒に影響を与えた。この頃に培われたエコール･ノルマルの伝統は、ジュール・ラシュリエ、エミール・ブートルー、モーリス・ブロンデル、アンリ・ベルクソンや２０世紀のサルトル、ジャック・デリダといった後の卒業生たちにまで引き継がれている。
フランスで初めて哲学史研究の分野を開いたのもクザンである。『近世哲学史講義 Cours d'histoire de la philosophie morale au XVIIIe siècle』（1841年）はクザンの主著の一つである。彼は1828年に歴史哲学について連続講演を行い、歴史を3期に分けしそれぞれの時代は「無限の観念」「有限の観念」「有限と無限の関係の観念」といった指導理念によって支配される、とした。
また、クザンによるプラトンの対話篇のフランス語訳は1822年から公表されてすぐに古典として認められた。小説家フローベールはそこから大きな影響を受けた。エリック・サティの劇付随音楽『ソクラテス』（1918年）のテキストとして採用されている。エコール・ノルマルでの弟子として、ギュスターヴ・ジェフロワがいる。
一方、1857年にイポリット・テーヌはその著書『19世紀におけるフランス哲学 Les philosophes français du XIXe siècle』でクザンの哲学を手厳しく批判した。また教理派全体がフランスの文学に悪影響を与えると考えていた批評家のサント=ブーヴは覚え書きの中でクザンを「絶倫の道化役者」と形容した。
作家で観念学派のスタンダールはクザンのドイツ仕込みの哲学には賛同しなかったが、王政復古下でジェズイットや極右王党派によって公職追放されていた時のクザンの勇敢な態度については賞賛している。